# Louis Duparc
Louis Duparc (* 14. Februar 1866 in Carouge; † 20. Oktober 1932 in Genf) war ein Schweizer Mineraloge, Professor für Mineralogie, Petrologie und analytische Chemie an der Universität Genf und dort Direktor der Laboratorien für mineralogische und analytische Chemie.

## Leben
Duparc studierte Chemie und Physik an der Universität Genf und Mineralogie und Petrographie in Paris. Ab 1888 war er als Nachfolger von Charles Soret (1854–1904)  Professor in Genf.
Er erweiterte die mikroskopischen Methoden von Jewgraf Stepanowitsch Fjodorow und wandte sie in der Petrographie an. Duparc befasste sich mit metamorphen Gesteinen, der Petrographie des Mont-Blanc-Massivs und Lagerstättenkunde, wobei er weltweit Expeditionen unternahm, unter anderem zu den Platinlagerstätten im Ural. Er arbeitete viel mit seinen Schülern zusammen, zu denen sein Nachfolger an der Universität Genf Marcel Gysin (1891–1974) zählt. Weitere Schüler waren Raymond Galopin (1901–1992), Kurator für Mineralien am Museum in Genf und Spezialist für opake Mineralien, und der Geologe Henri Lagotala (1889–1954).

## Ehrungen
1926 wurde Duparc Ehrenmitglied der Mineralogical Society of Great Britain and Ireland. 1912 wurde er als korrespondierendes Mitglied in die Russische Akademie der Wissenschaften in Sankt Petersburg aufgenommen.
1932 gab S. E. Nicolet einem von ihm neu entdeckten Mineral Duparc zu Ehren den Namen Duparcit. Bei späteren Untersuchungen stellte sich allerdings heraus, dass das Material bis auf einen etwas höheren Kalium- und Eisenanteil identisch mit dem bereits bekannten Vesuvianit war. Duparcit gilt daher seit 1942 als Varietät von Vesuvianit.

## Schriften
- Traité de Technique Minéralogique et Pétrographique, 2 Bände, Leipzig 1907, 1913 (Teil 1, Optische Methoden, mit Francis Pearce, Teil 2, Chemische Methoden, mit Alfred Monnier)
- mit Alfred Monnier: Traité de chimie analytique qualitative suivi de tables systématiques pour l’analyse minérale, 3. Auflage, Genf 1914
- mit Marguerite Tikanovitch Le platine et les gîtes métallifères de l’Oural et du monde, 1920